# Rocío Verdejo García
Rocío Verdejo García (Granada, 1982) es una artista plástica y fotógrafa española. Su obra se desarrolla en el terreno de la fotografía escenificada. Destacó en varios festivales de arte joven partiendo de referencias y firmas claves para su generación. En 2018 recibió el premio Arte a un Click, por su obra Crashroom, donde trata el tema de la violencia de género.

## Trayectoria
Rocío Verdejo realizó sus estudios de Comunicación Audiovisual en la Universidad de Málaga y se formó como fotógrafa en el Centro Internacional de Fotografía y Cine (EFTI) especializándose en moda y creación artística. 
Su obra se caracteriza por compaginar su trayectoria artística con trabajos como realizadora y directora. En sus creaciones están presentes el cine (realidades dramatizadas), el teatro (escenografías) y la huella de la moda, siendo su materia prima los sentimientos y las pasiones. Sus temas fundamentales, son las emociones y miedos universales "vistos a través de un objetivo muy poco objetivo".
A lo largo de  su trayectoria, tomó referencias de diversos camposː de la fotografía sobre todo Francesca Woodman y Val del Omar, de la pintura y los prerrafaelitas Arnold Böcklin, Andrew Wyeth, etc, la escultura del Barroco italiano y del cine las películas de David Lynch, entre otras. Además se inspiró en personalidades del mundo de la moda como Helmut Newton, Guy Bourdin o Mat Collishaw.
El trabajo de Rocío Verdejo se desarrolla en el terreno de la fotografía escenificada, como ella misma describeː "Mi trabajo se desarrolla en el terreno de la fotografía escenificada. Construyo imágenes partiendo de un guión abocetado mezcla de imágenes de referencia, anotaciones, dibujos y tomas de trabajo de localizaciones y modelos. Una detallada planificación de la escena me permite trabajar forma y contenido simultáneamente, estableciendo relaciones de sentido entre lo real y lo imaginario a través de un plano simbólico que multiplica las capas de sentido".
Su proceso creativo desde el principio con la gestación de la idea y hasta el final -con la exhibición de la obra- es un camino largo y laborioso. Verdejo investiga sobre el tema que le interesa desarrollar, concentrándose en la fundamentación más teórica del proyecto. Cuando tiene claro el universo en el que quiere moverse proyecta sobre el papel todas las imágenes que compondrán el proyecto. Una vez pensado el contenido pasa a trabajar en la forma, iniciando las fases de producción y las reuniones con todo el equipo participanteː iluminación, vestuario, maquillaje, peluquería y posproducción. En la sesión fotográfica se trabaja como si fuera un rodaje de cine, para conseguir la imagen proyectada. Sus imágenes vienen de sueños, pesadillas recurrentes o historias que lleva consigo desde hace tiempo. Con la fotografía escenificada convierte esas ideas en imágenes estáticas con enorme simbología y múltiples lecturas para el público.
Desde el inicio de su carrera destacó en varios festivales de arte joven, como el Festival Pa-ta-ta de fotografía emergente en Granada, donde obtuvo el premio del Festival en 2013 o anteriormente en el Incubarte 2012. Posteriormente, en 2018 recibió el Premio Arte a un click por su serie Crashroom.
Precisamente entró en contacto con Art Deal Project al participar en el festival Pa-ta-ta y comenzaron a trabajar en colaboración en la creación de exposiciones individuales y participando en diversas ferias de Madrid, París y Barcelona.

## Obra
Según la experta en arte contemporáneo Isabel Lázaro, en la obra de Rocío Verdejo, sus series, transforman imágenes de traumáticos episodios en belleza y paz. La relación que crea entre la muerte y la vida acerca al público una perspectiva abierta, llena de sensaciones contradictorias que dejan a quien observa en un punto intermedio entre la belleza de la imagen y la cruda realidad de lo narrado, añadiendo una irónica sonrisa temerosa.
En la serie Quietud (2008) habló de la muerte dentro de la vida, planteando la relación entre la inmovilidad y el bienestar. Utiliza imágenes de mujeres desnudas y sumergidas en aguas estancadas, simbolizando la situación de mujeres acomodadas e inmóviles ante situaciones difíciles, de las que no se atreven a salir. El crítico de arte Juan Francisco Rueda comentó que entre esas mujeres es inevitable recordar a la Ofelia de Shakespeare.Sus fotografías muestran la ambigüedad de las mujeres entregadas a las aguas y a la vez sus rostros y cuerpos con un estado placentero de paz interior.
En Las matemáticas de Dios no son exactas (2011), recreó escenas relacionando la muerte con lo cotidiano, tomando fotografías de instantes reales que Verdejo reinterpretó hasta el punto de resultar inverosímiles en cuanto a los elementos, pero no en las emociones representadas. Se trata de situaciones a medio camino entre lo trágico y lo cómico.
Crashroom (2015), donde trató el tema de la violencia de género desde una perspectiva neutra y respetuosa que no carece de empatía. Rocío Verdejo realizó una larga tarea de documentación y estudio de casos reales, llegando a la conclusión que -dice ella- "identifiqué el miedo como una constante en las vidas de las mujeres, llegando a anularlas completamente" y en el ejercicio de buscar una metáfora visual que expresase "no existir por dentro". La artista, explicó su creación diciendo que "elijo dos elementos simbólicos, el espejo y la piel, para construir las imágenes de esta serie".

Con esta idea planteo un retrato coral con cinco mujeres de todas las edades, una de ellas con su hijo, en un salón de baile de inspiración romántica, aludiendo con esto a la ironía recurrente en los casos de violencia por la que las víctimas y verdugos buscan amparo en una visión romántica del amor
Rocío Verdejo. Premio Arte a un Click por Crashroom, 2018.

Verdejó empezó a trabajar sobre la memoria en el año 2015, con un proyecto autorreferencial, La construcción de mi memoria, en el que pretendía recuperar sus recuerdos entre los 0 y 18 años, período olvidado en su vida debido a una amnesia que sufrió. Creó una instalación y un microsite para un proyecto colaborativo, que trataba de reconstruir su memoria a través de los recuerdos de otras personas. Supuso un trabajo más conceptual, que se presentó con frases situadas en cajones luminosos invitando a la reflexión sobre la memoria de quienes observan.
Posteriormente, en 2019 presentó su exposición Alegoría de la memoria, compuesta por fotografía escenificada, vídeo proyección e instalación floral para generar el espacio. Este trabajo se completó con parte del proyecto La construcción de mi Memoria, de 2015. En Alegoría de la memoria se habla de la memoria universal, es una mirada desde fuera. En sus imágenes, la memoria es una mujer ancestral conectada con la naturaleza. Como si fuese una criatura fantástica de la mitología, habita en su morada y recibe las experiencias que transformará en sus recuerdos. En la simbología, las flores son los recuerdos, que hablan de la fugacidad de la memoria y el estado de esas flores reflejan el tiempo que ha pasado por los recuerdos.

## Exposiciones

### Individuales
- Alegoría de la memoria, en Galería Alalimón, Barcelona[13] y en Moret Art, La Coruña, 2019.[10]
- Episodios personales, en el Centro Cultural Julián Sánchez El Charro, Salamanca, 2017.
- La construcción de mi memoria, en Aparador Museo Abello, Mollet del Vallés, Barcelona, 2016.
- Crashroom, en Art Deal Project de Barcelona;[14] Art Madrid y Fotofever, París, 2015.
- Las matemáticas de Dios no son exactas, enː llotja del Cánem, Castellón, 2016; Galería Marisa Marimón, Orense, 2014;  Círculo del Arte, Barcelona, 2014, comisariada por Art Deal Project;  Addaya Centre D´art Contemporani, Alaró, Mallorca, 2013-2014 y MUPAM, Málaga, 2012-2013.
- Quietud, en las X Jornadas Fotográficas de Aracena, Huelva, 2009; Espacio Emergente Unicaja, Málaga, 2009;[15] Sala de Exposiciones del Albergue, Festival Eutopea, Córdoba, 2009 y Galería El Fotómata, Sevilla, 2009.

### Colectivas
- El poder de la presencia. Mujeres Miirando Mujeres. Es Art Space, Alcobendas, Madrid 2018.
- Topología del tiempo, Universitat Autónoma de Barcelona, 2017.
- Art Photo BCN, 2016.
- Estructuras de la memoria, Casa de la Parra, Santiago de Compostela, 2016.

- Sobreexposición, Museo de Arte Contemporáneo, Chile, 2016.
- Fotofever con Art Deal Project, París, 2015.
- Drink me, DA2, Salamanca, 2015.
- Jääl Photo, Madrid, 2015.
- Sirenas, Espacio Iniciarte, Málaga, 2014.
- Deconstrucción, Galería Escalera de Incendios, Barcelona, 2013.
- Dont' look at my camera, Museo de Imagen, Braga, 2013.
- Proyecto OKUPART, Soho Málaga, 2013.
- La inocencia, Galería Central, Valencia, 2013.
- La arquitectura como pretexto, Casal Son Tugores, Alaró, Baleares, 2013.
- Alba Cabrera Art Contemporani, Valencia, 2013.
- Festival de fotografía Pa-ta-ta, Granada, 2013.
- Retorno al futuro XX aniversario, Galería Central, Málaga, 2013.

## Premios y reconocimientos
- 2013ː INCUBARTE
- 2018ː Arte a un click, por Crashroom.[16]
- 2008ː Beca INICIARTE a la producción de proyectos de la Consejería de Cultura, Junta de Andalucía.[17]
- 2007ː Mención de honor de la Muestra Joven de Artes Visuales Málaga Crea.
- 2006ː Accésit en el I Certamen de la Fotografía Fundación Mondariz Balneario.
- 2004ː Premio Alonso Cano Artes Visuales de la Universidad de Granada.